# Nerva római császár
Imperator Nerva Caesar Augustus, általánosan elterjedt néven Nerva császár, született Marcus Cocceius Nerva (Narni, 30. november 8. – Róma, 98. január 27.) a Római Birodalom császára volt. Vele nyílt meg az Antoninus-dinasztia, melynek uralkodóit (Nervát, Traianust, Hadrianust, Antoninus Piust és Marcus Aureliust) szokás a „jó császárok” névvel aposztrofálni, és amely érdekessége, hogy az uralkodók nem egymás vér szerinti leszármazottai, hanem adoptált utódai voltak.
Narnia (napjainkban: Narni) umbriai városában született 32 körül, családja a Római Köztársaság korának legvégén bukkant fel a politika élvonalában. Apja, maga is Marcus Cocceius Nerva, híres jogász volt, nagy- és dédapja pedig viselték a consuli címet. Nerva korai karrierje nem ismeretes, de tudjuk, hogy kétszer is consul volt: 71-ben Vespasianusszal, 90-ben pedig Domitianusszal.

## Intézkedései
Domitianus meggyilkolásakor feltehetően Rómában tartózkodott, és nagy valószínűséggel támogatta az összeesküvőket. A császár egyébként állítólag azért nem végeztette ki, mert egy asztrológus megjósolta neki, hogy Nerva hamarosan meg fog halni. 96 decemberében, Domitianus meggyilkolásakor a nép és a hadsereg császárnak kiáltotta ki Nervát, aki felszámolta a besúgók rendszerét, hazaengedte a száműzötteket, megszüntette a felségsértési pereket (laesa maiestas), amnesztiát adott a politikai elítélteknek. Minderre szükség volt, hogy a nép bizalmát helyreállítsák a császárság intézményében. (Ezzel kapcsolatban Aurelius Victor egyfajta gyengeséget feltételez Nerváról.)
A császár rövid uralkodása nem volt túlzottan eseménydús. Többször próbálkozott korlátozott mértékű földosztással, ám kevés sikerrel. Továbbra is fenntartotta a szegényebb rómaiak gabonaellátását, olykor pénzt is osztott. Egyúttal csökkentette az állami kiadásokat, amikor korlátozta a játékok és rendezvények számát. Uralkodása alatt több senatusconsultum (senatusi határozat, azaz senatus által hozott törvény) született, többek között a kasztrálás tilalmáról is.

## Összeesküvés, lázadás
97-ben Nerva harmadszor is consul volt, társául Lucius Verginius Rufust választotta, akit Nero idején, 68-ban a katonaság uralkodónak kiáltott ki, azonban lemondott a veszélyes tisztségről. Nerva idején már nagyon öreg volt, és még consuli évében meghalt. Ugyanekkor Calpurnius Crassus vezetésével összeesküvés szövődött a császár ellen, amit felgöngyölítettek. Nerva úgy jelezte ezt a konspirátoroknak, hogy egy gladiátori játékon az arénába küldte őket, és a kezükbe adatta a gladiátorok kardjait, majd a játékok kezdésénél szokásos módon megkérdezte tőlük, hogy elég élesek-e. Crassus sorsa bizonytalan, Aurelius Victor szerint feleségével együtt Tarentumba száműzték. Amikor a büntetés enyhesége miatt a senatus zúgolódott, Nerva kijelentette, hogy uralkodása kezdetén megesküdött arra, hogy senatort nem végeztet ki, és megtartotta a szavát.
97 októberében a praetorianus gárda a praefectus praetorio, Aelianus Casperius vezetésével fellázadt, és megszállta a Palatinuson épült császári rezidenciát, követelve Domitianus gyilkosainak megbüntetését. Nerva állítólag igen erős jellemről tett tanúbizonyságot, amikor a nyakát önként nyújtotta a kard felé; az igazság azonban az, hogy kénytelen volt engedni, és kivégeztette (vagy a praetorianusok kezére adta) Petronius Secundust és Partheniust. Casperius állítólag odáig jutott az arcátlanságban, hogy még meg is köszöntette Nervával a katonák tettét.

## Az utódlás

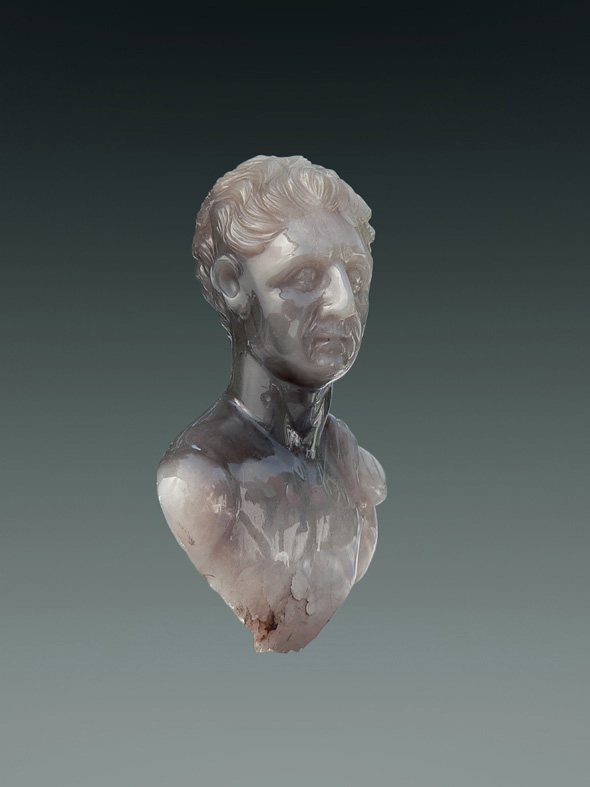
Nerva egyedi mellszobra egy magángyűjteményből

Nerva tisztában volt idős korával és gyengeségeivel, ezért méltó örököst igyekezett választani. Mivel gyermektelen volt, kénytelen volt örökbe fogadni kiszemelt utódját, aki nem más volt, mint Marcus Ulpius Traianus, Germania katonai parancsnoka, aki épp a Rajna vidékén hadakozott. Az örökösödést a Caesar és Germanicus címek, valamint a tribunicia potestas (tribunusi hatalom) megadásával pecsételte meg. (Ekkoriban ugyanis kisebb győzelmet aratott Pannonia területén a római hadsereg a germánok felett, ennek örömére Nerva felvette a Germanicus utónevet.) 98-ban Nerva és Traianus közösen viselték a consuli rangot, azonban az idős uralkodó január 25-én hirtelen elhunyt. Aurelius Victor szerint 63, Cassius Dio szerint 65 éves, tíz hónapos és tíz napos, Eutropius szerint 71 éves volt. Victor még azt is megemlíti, hogy napfogyatkozás következett be halálának napján, azonban az március 27-ére esett.
Nerva holttestét senatorok vitték vállukon a halotti máglyára, és istenné avatták, hasonlóan Augustushoz.